# Anna Ford
Anna Ford (née le 2 octobre 1943 à Tewkesbury, Gloucestershire) est une journaliste anglaise à la retraite, qui était également présentatrice à la télévision, mieux connue pour présenter le journal télévisé.
En 1978, elle rejoint la société Independent Television News.
Elle a fait partie du conseil d'administration de Sainsbury's.